# Ten (entreprise)
Pour les articles homonymes, voir Ten.
Ten était un opérateur français de réseau mobile virtuel utilisant le réseau d'Orange. 
La société de téléphonie CGBC, financée notamment par Ardian (ex Axa Private Equity) (un fonds de capital-investissement français), est la maison-mère de cet opérateur créé en janvier 2006 par Jean-Louis Constanza, président du directoire. Ten est ainsi devenu le 11e MVNO sur le marché français.
Sa principale cible de clients est l'internaute : ainsi Ten propose, inclus dans chaque forfait voix, un accès illimité trois adresses électroniques habituels (synchronisation des courriels toutes les demi-heures, push mail avec Pocket Outlook), à Windows Live Mail (ex-Hotmail) et à Windows Live Messenger (ex-MSN Messenger).

Depuis le 22 février 2007, tous les abonnés Ten ont un accès web illimité depuis leur mobile en utilisant le navigateur mobile Opera Mini, la seule condition est le « fair use » (ne pas abuser du service).
Ten fournit aussi des services d'accès aux blogs et de navigation internet sur les mobiles.
Ten est le seul opérateur à proposer de telles options. Bouygues Telecom et l'accord de marque Universal Mobile proposent des accès à Windows Live Messenger, mais leurs accès par courriel gratuits sont limités à des adresses @imode.fr.
Ten se concentre sur des services simples et d'usage faciles. Son but est de démocratiser le courriel et l'internet mobile.
En 2008, Ten devient une filiale d'Orange.
Le 17 juin 2008, les clients du réseau Ten ont reçu un message les informant de l'arrêt des abonnements Ten au 1er août 2008. L'offre de remplacement est Ten by Orange facturée 39,90 € minimum là où Ten proposait des abonnements à partir de 9,90 €. 
Le ton de ce courriel menaçant l'utilisateur de clore la ligne et de faire perdre le numéro de téléphone de l'abonné ainsi que la résiliation unilatérale du contrat par Orange (certains utilisateurs ont signé des contrats avec des engagements de 24 mois qui ne sont pas terminés) ont indigné les clients Ten qui se battent pour faire valoir leurs droits.
Depuis le 28 avril 2009, l'offre Ten by Orange n'est plus disponible à la vente ce qui semble marquer la fin de cet opérateur.